# Maxillaria aggregata
Maxillaria aggregata là một loài thực vật có hoa trong họ Lan. Loài này được (Kunth) Lindl. mô tả khoa học đầu tiên năm 1832.